# 逆統戦
逆統戦（ぎゃくとうせん 繁体字中国語:逆統戰、英語：Reversed Front）は、2020年に台湾のチームが開発したグラフィック戦争ゲーム。 開発期間中にクラウドファンディングプラットフォームの「嘖嘖zeczec」ですでに2,000万台湾ドル以上 の資金を調達しており、ゲームコミュニティでも注目された。 ゲームプレイは、東アジアのさまざまな地下軍として、強力な征服者である紅軍に対抗することを基本とする。 中華人民共和国の政府関係者は、WeChatのグループで幹部にゲームについて議論しないように要請した。 しかし、その数日後、中華人民共和国の公式メディアである「環球時報」は、このボードゲームが国家安全保障に対する深刻な脅威であると非難する文書を発表した。

## ゲーム背景
今から400年前、「清帝」と呼ばれる人物が天空に飛び立ち、報奨金と屠殺用ナイフを携えて、100年の間に東大陸の四大王国:満蒙草原（Tartaria）、トルキスタン沙城（Turkestan）、大チベット雪域（Greater Tibet）と中華沃土（China Proper）を制覇し、七つの王国の運命を結びつけた。
今から110年前、「清帝」は辛亥の軍乱で退位し、共通の主を失った四国はそれぞれの道を歩むことになった。 40年にわたる混沌とした戦争の後、「統一戦線」の指導の下、「紅軍」と呼ばれる軍隊が中華全土を征服し、清帝国に従属していた従属国や割譲地をできるだけ多く服従させ、新たな巨大国家「中華人民共和国」を誕生させた。
「清帝」や「清帝の王公」とは異なり、「紅軍」はもはや従属国の自治統治を許さなかった。 その理想実現のために、「紅軍」は各州で残忍な植民地支配を行った。 国家の残党は、「紅軍」が築いた城壁から逃げ出し、祖国を攻撃する機会を待つしかなかった。 まだ屈服していない旧清国の最後の一部である台湾は、まだ海の真ん中にあって、大陸から攻めてくる「紅軍」を迎え撃った。 諜報活動と小規模な武力で戦う「七十年戦争」が大陸を席巻している。
一握りの信奉者や寄付者からスタートしたプレイヤーは、様々なイベントや「紅軍」の嫌がらせに応じて、プロパガンダや資金を情報や戦力と交換したり、様々な組織体験や指揮戦略、大国からの援助を受けたりして、東の地図上の町から町へと、敵や自分たちの「組織」を変えることができる強力なカードの武器を作ります。
プレイヤーは、香港、モンゴル、チベット、カザフスタン、ウイグル、満州、台湾、中華の反乱軍に扮して「紅軍」の支配を打倒するか、「紅軍」に扮してすべての反共陣営を倒して台湾を占領するかを選ぶことができる。

## 勢力

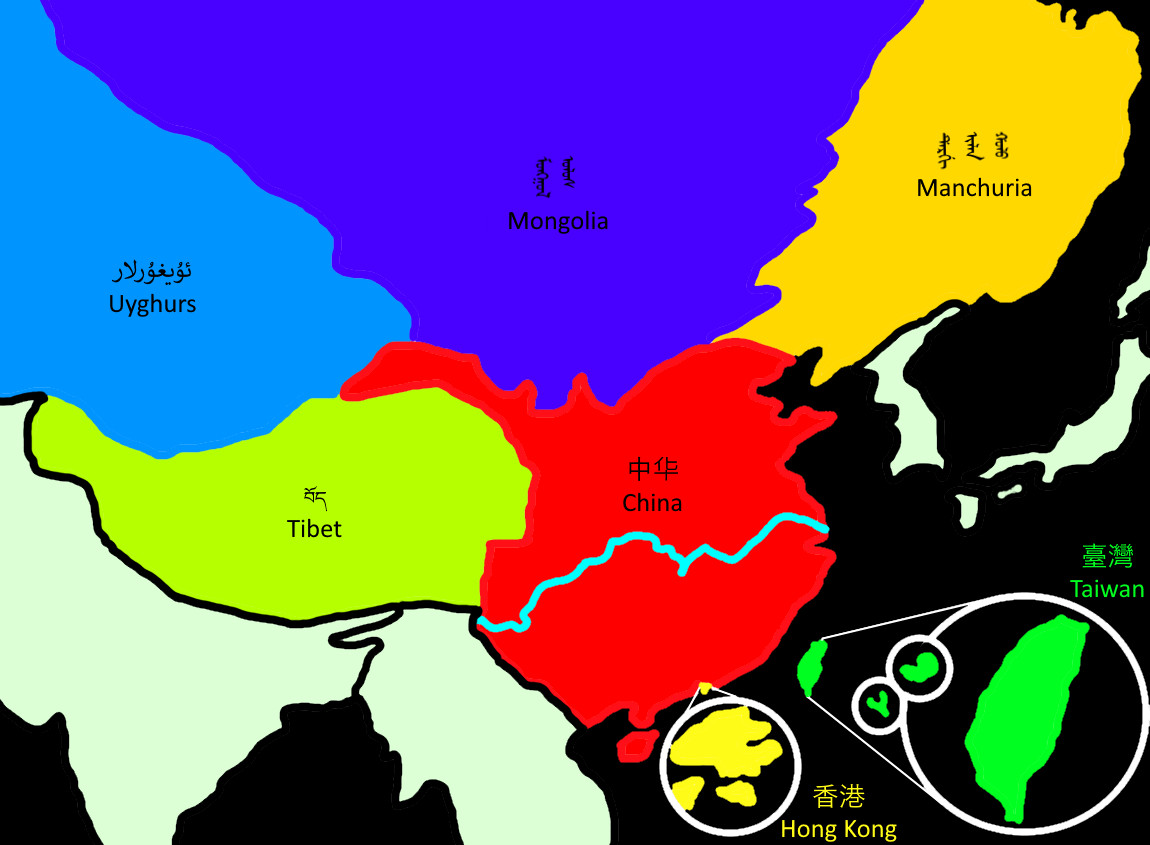
「逆統戦」の各勢力の活動を示す地図、右下の円の中に台湾と香港が拡大されている。

このゲームでは、プレイヤーは東アジアのさまざまな勢力の一員として行動することができる。
| 勢力     | 本拠地                                          | 特色 |
| -------- | ----------------------------------------------- | --- |
| 紅軍     | 北京                                            | 実力は最強，ゲームでは、周囲の勢力に干渉する特殊能力を持っていますが、四方八方から包囲されており、外敵から守るためには適切に戦力を配分する必要がある。 |
| 台湾     | 台北                                            | 資源が豊富で、他の勢力を支援することができ、敵の拠点を破壊したり入れ替えたりするのが得意だが、内ゲバ（国内での宥和政策）が激しいため、紅軍は台湾に潜入することで全勝できる。 |
| 香港     | 香港城                                          | プロパガンダ、組織の構築、外国からの援助、台湾や英米の勢力がある場所への基地の移動などが得意。 |
| チベット | ダラムシャーラー/デヘラードゥーン/哲古县        | 武力は使えないが強力なプロパガンダ力を持つ「チベット行政中央」や、インドを後ろ盾にして武力で「紅軍」に立ち向かう「四水六崗」や「特別邊境部隊」など。 |
| ウイグル | イスタンブール/アルマトイ/ミュンヘン/ワシントン | 東トルキスタンとも呼ばれ、武力で敵の作戦を破壊するのは得意だが、壁の中に組織を作るのは苦手。 |
| 満州     | 東京/サンフランシスコ/ウラジオストク            | 自由度が高く、異なる対外援助（東洋、英米・欧州）支援を選択でき、異なる戦法を持つ。 |
| カザフ   | アルマトイ                                      | 東トルキスタン人と西トルキスタン人を含むカザフ人は、特別な勝利条件（三区革命）を持ち、壁の外での発展の余地があり、より柔軟な戦略をとることができる。 |
| モンゴル | ウランバートル/東京/ニューヨーク                | 北国に支えられ、「紅軍」に囲まれ、熾烈な戦いが繰り広げられ、領土争いで相手の作戦を封じることに特化している。 |
| 反賊     | 中華の各都市に異なる勢力                        | 勢力は様々で改革派、民国派、新左派、連邦派、法輪功、民運、性別革命、地下教会等の政治勢力、及び諸夏、地域（例：宛、呉越、巴蜀等）または各民族（例：朝鮮族、回族等）の政治勢力など、さまざまな勢力がある。危険な地域に位置しているため、動きに制限があるが、台湾や香港と組織と情報を共有することができる。 |

- 台湾は対外発展組織戦略を選択することができる（対応するルールの変更がある）。
  - 緑線-現地の本土化運動を輸出し、中国各省の本土化運動を支援し、各民族独立を支援し、諸夏派を支援し、党外時代の闘争、教会の闘争、社会運動の経験を輸出する。
  - 藍線 - 自由中国、初期に中華民国政府が支援した海外の反共組織を復活させ、各地（特に東南アジア）の華人の反共勢力、民主派、民国派人士を支援する。

## 列強
- 北国 - モンゴル、トルコ、ロシア、敵の組織に侵入して混乱させるのが得意。
- 英米 - 英連邦、アメリカ合衆国、世界の金融センターであり資金を提供する。
- 東洋 - 日本、韓国は文化的な強さに富み、壁の中の組織を発展させることができる。
- 南洋 - ベトナム、フィリピンなどの東南アジア諸国の主要な輸送ルートで、プレイヤーの実装効率を高めることができる。
- インド - インド、ブータン、ネパールなど、人数も力も多く、お互いにコントロールするのが得意な国。
- メッカ - パキスタン、アフガニスタン、そしてアラビアやトルコなどの一連のイスラム諸国で、軍事的支援を行い、相手の活動を混乱させる。
- 欧州 - ドイツ、フランスなどの欧州諸国は、民主主義文化の発祥の地であり、思想の収斂が図られており、その推進に貢献できる。

## その他の開発プロジェクト
- Steam ビデオゲーム開発
- モバイルゲーム開発

## メディアでの反応
- 環球時報：ゲーム「逆統戦」には、「台独」や「港独」の思想が浸透しており、若者に非常に悪い影響を与えるだろう[4][5]。
- 鄭立（中国語版）（『民國無雙（中国語版）』著者）：このゲームの最大の利点は、「地下組織」や「諜報戦」の重要性という新しい概念をプレイヤーに与えてくれることです[6]。